# Srednji Mosti
Srednji Mosti falu Horvátországban Belovár-Bilogora megyében. Közigazgatásilag Kapelához tartozik.

## Fekvése
Belovártól légvonalban 18, közúton 21 km-re, községközpontjától légvonalban 8, közúton 9 km-re északra, a Bilo-hegység területén, Donji Mostitól északnyugatra, a Komarnica-patak partján fekszik.

## Története
A falu a török kiűzése után a 17. században keletkezett, amikor a kihalt vidékre keresztény lakosságot telepítettek be. 1774-ben az első katonai felmérés térképén „Dorf Szredni Mosti” néven szerepel. A település katonai közigazgatás idején a szentgyörgyi ezredhez tartozott. Lipszky János 1808-ban Budán kiadott repertóriumában „Moszti (Szrednyi-)” néven szerepel.  
Nagy Lajos 1829-ben kiadott művében „Moszti (Szredni-)” néven 18 házzal, 101 katolikus vallású lakossal találjuk.
A katonai közigazgatás megszüntetése után Magyar Királyságon belül Horvátország részeként, Belovár-Kőrös vármegye Belovári járásának része volt. A településnek 1857-ben 173, 1910-ben 320 lakosa volt. Az 1910-es népszámlálás szerint teljes lakossága horvát anyanyelvű volt. 1918-ban az új szerb-horvát-szlovén állam, majd később Jugoszlávia része lett. 1941 és 1945 között a németbarát Független Horvát Államhoz, majd a háború után a szocialista Jugoszláviához tartozott. 1941. április 10-én nagycsütörtökön, a Független Horvát Állam kikiáltása után a Verőcéről bevonuló II. jugoszláv lovasezred katonái 11 fegyvertelen horvát polgári személyt gyilkoltak meg a szomszédos Donji Mosti településen, de Srednji Mosti is súlyos károkat is szenvedett. A háború alatt a három településről Donji, Srednji és Gornji Mostiról összesen 71 lakos esett el, vagy gyilkoltak meg, köztük a plébánost Viktor Müller atyát is. A háború után a fiatalok elvándorlása miatt lakossága folyamatosan csökkent. 1991-től a független Horvátország része. 1991-ben lakosságának 98%-a horvát nemzetiségű volt. 2011-ben a településnek 98 lakosa volt.

## Lakossága
| Lakosság változása | Lakosság változása | Lakosság változása | Lakosság változása | Lakosság változása | Lakosság változása | Lakosság változása | Lakosság változása | Lakosság változása | Lakosság változása | Lakosság változása | Lakosság változása | Lakosság változása | Lakosság változása | Lakosság változása | Lakosság változása |
| ------------------ | ------------------ | ------------------ | ------------------ | ------------------ | ------------------ | ------------------ | ------------------ | ------------------ | ------------------ | ------------------ | ------------------ | ------------------ | ------------------ | ------------------ | ------------------ |
| 1857               | 1869               | 1880               | 1890               | 1900               | 1910               | 1921               | 1931               | 1948               | 1953               | 1961               | 1971               | 1981               | 1991               | 2001               | 2011               |
| 173                | 204                | 219                | 271                | 309                | 320                | 302                | 314                | 327                | 328                | 308                | 236                | 177                | 131                | 122                | 98                 |